# ドン松五郎の大冒険
『ドン松五郎の大冒険』（ドンまつごろうのだいぼうけん）は、1987年12月19日に公開された日本の特撮映画。製作はプロジェクト・エー、東和プロダクション。配給は東宝東和。カラー、ビスタビジョン。上映時間は101分。『ドン松五郎の生活』の続編。

## キャスト
- 雨森えり子：立花理佐
- 雨森正太：石黒賢
- 栗田優子：城戸真亜子
- 権堂毅：沖田浩之
- 南田刑事：寺田農
- 神田刑事：阿藤海
- ユカ：清水由貴子
- 清川：ケーシー高峰
- 八百屋の女将：あき竹城
- ヤクザ：平光琢也
- ヤクザ：郷田ほづみ
- ヤクザ：赤星昇一郎
- ハンググライダーのコーチ：西川のりお
- ダンプカーの運転手：吉幾三
- 権藤健：石立鉄男
- 雨森正介：千秋実

## スタッフ
- 製作総指揮：二谷英明
- 企画：篠島継男、石川洋
- 原作：井上ひさし（「新潮文庫」より）
- 脚本：山田信夫
- プロデューサー：高沢吉紀、水谷務
- キャスティングプロデューサー：木村智生
- プロダクションマネージャー：川上秀次郎
- 助監督：白山一城、小中肇、永田智春
- 犬担当助監督：松本泰生
- 撮影：奥村正祐、米原良次
- 照明技師：遠藤克己
- 録音技師：林鑛一
- 美術：大谷和正
- スチール：奥川彰
- 操演：小林正己、松田智昭、尾上克郎、鈴木豊
- 擬斗：車邦秀
- 編集：西東清明
- 音響効果：原尚
- レーシングコーディネーター：辻本征一郎
- ATVテクニカルアドバイザー：湯浅哲兒
- ライディングアドバイザー：佐藤健二
- カースタント：高橋レーシング、高橋昌志
- ドッグトレーナー：宮忠臣
- 制作担当：堀井健一、榎本和秋
- 特殊撮影
  - プロデューサー：宮西武史
  - 助監督：鈴木健二
  - 撮影：江口憲一、山岸一
  - 照明：三上鴻平
  - 美術：松原裕志
  - 造型：マーブリング・ファインアーツ
  - 特殊効果：鳴海聡
  - 操演：香取康修
  - 絵合成：真野田嘉一、石井義雄
  - オプチカル協力：日本エフェクトセンター、TBS映画社、兵頭タイトル、マリンポスト
  - モーションコントロール撮影：東京現像所
  - 編集：東島左枝
  - 制作担当：木川康利
  - 特撮監督：川北紘一
  - 制作協力：東宝映像株式会社
- 音楽：久石譲
- 現像：東京現像所
- スタジオ：東映東京撮影所
- 監督：後藤秀司

## 劇中歌
| 使用形態 | 曲名                   | 作詞     | 作曲   | 編曲   | 唄       |
| -------- | ---------------------- | -------- | ------ | ------ | -------- |
| 主題歌   | サヨナラを言わせないで | 真名杏樹 | 久石譲 | 久石譲 | 立花理佐 |

## 映像ソフト化
- VHSは1988年4月25日発売。